# Икко-икки
Икко-икки (яп. 一向一揆 Икко: икки) —  собирательное название вооруженных отрядов радикальных последователей буддийской школы Дзёдо-синсю, руководителем которой был настоятель Рэннё, враждебные центральным властям и региональным правителям даймё в средневековой Японии периода Сэнгоку. Известны как организаторы серии мощных восстаний, продолжавшихся с 1488 по 1582 год.

## История
Сначала Икко-икки представляли собой разрозненную и неорганизованную массу последователей учения Рэннё, состоявшую в основном из крестьян, монахов, синтоистских священников и мелких самураев. Они собирались в провинции Этидзэн, в месте, называемом Ёсидзаки (в настоящее время город Авара в префектуре Фукуи), где Рэннё выстроил свою резиденцию и храм (до настоящего времени не сохранился). Темпы концентрации последователей вокруг Рэннё были довольно быстрыми — через два года после того, как он пришёл в Ёсидзаки, там вырос посёлок из сотни домов. Приверженцы Рэннё были весьма воинственны и фанатичны, однако на начальных стадиях формирования сохраняли значительную демократичность в управлении. Их духовный лидер Рэннё, несмотря на роль главы идейного вдохновителя, отнюдь не поддерживал агрессивные настроения своих последователей и был убеждён, что вооружённые сопротивления и сражения до последней капли крови возможны только как крайняя мера, в случае, если самой школе Дзёдо-синсю угрожает опасность. Тем не менее, сторонниками его учения становилось всё больше мелких самураев, которые видели в новой школе военную силу, способную послужить их собственным интересам.

### Захват провинции Кага
В 1474 году между представителями сёгуна (сюго) в провинции Кага, соседствовавшей с Этидзэном, началось открытое противостояние. Тогаси Масатика, номинальный сюго, устроил заговор против своего младшего брата Котиё, контролировавшего северную часть провинции. Масатика щедрыми посулами и обещаниями привлёк на свою сторону Икко-икки, однако Котиё, прослышав о заговоре, нанёс упреждающий удар по их базе в Ёсидзаки. Икко-икки, фанатично сражаясь, не только прогнали Котиё, но и напали на его замок. Котиё был повержен, Масатика пришёл к власти, но выполнять обещания не спешил. Икки взбунтовались, однако бунт был подавлен, и они бежали на север, в провинцию Эттю. В это время некий Симоцума Рэнсу, самурай и советник Рэннё, решил от его имени призвать Икко-икки к оружию. Следуя указаниям Симоцумы, Икко-икки вторично подняли восстание, но безуспешно. Тем не менее, о полном их успокоении речи не шло.
Удача перешла на сторону Икко-икки в 1488 году, когда державший их в повиновении Тогаси Масатика по указанию сёгуна отправился в отдалённую провинцию Оми усмирять восставшего даймё Роккаку Такаёри. Икко-икки немедленно воспользовались случаем и напали на слабо защищённый замок Тогаси. Тот поспешно вернулся из похода, однако Икко-икки, насчитывавшие, по некоторым данным, до 200 тысяч человек, и вассалы самого Тогаси, перешедшие на сторону бунтарей, сожгли замок. Тогаси совершил самоубийство, чтобы не попасть им в руки.
Считается, что Икко-икки, уничтожив законного правителя, сами захватили власть над провинцией Кага и правили ею следующие 100 лет, являя собой образец уникального для Японии «народовластия», однако эта оценка неверна. Реальным правителем Каги вместо погибшего Масатики стал его дядя Тогаси Ясутака, которого Икко-икки терпели, и который вёл военные действия в собственных интересах, а не в интересах Икко-икки. Верховные власти признавали Ясутаку в качестве сюго вплоть до его смерти в 1504 году, а после этого на должность сюго заступил его сын Танэясу. Тем не менее, власти, судя по историческим документам, пребывали в сомнении, стоит ли признавать Танэясу правителем, и после 1521 года принялись посылать всю официальную корреспонденцию, касающуюся провинции Кага, главам школы Дзёдо-синсю в храме Хонган-дзи рядом с Киото. В 1531 году Танэясу окончательно потерял свою управленческую должность в результате гражданской войны между фракциями Икко-икки. В войне фракций победили монахи храма Хонган-дзи, которые и стали правящей политической силой в провинции Кага.

### Дальнейшие успехи и первые поражения

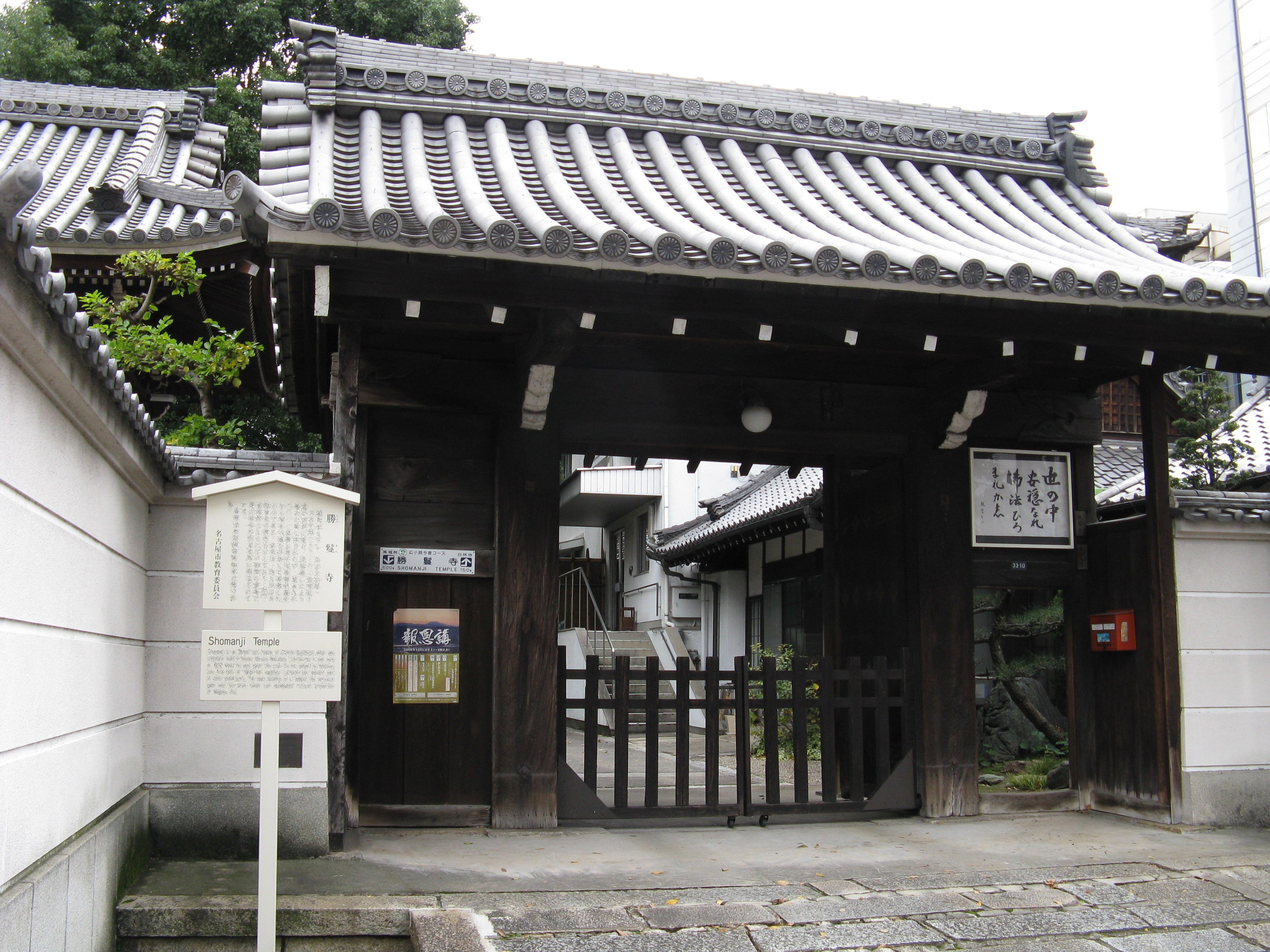
Современный вид храма Сёман-дзи

После своего укрепления в Каге Икко-икки продолжали агрессивную политику и нападали на владения «северного тигра» Уэсуги Кэнсина в провинции Этиго и на территории рода Асакура в южной провинции Этидзэн, однако серьёзных успехов ни там, ни там не добились. Несколько большими оказались их достижения в Киото, где они, используя в качестве базы свой храм Ямасина Мидо, предприняли несколько атак на соседние храмы других направлений буддизма и синтоизма: от набегов Икко-икки пострадали храм Кэмпон-дзи школы Нитирэн в городе Сакаи, Кофуку-дзи школы Хоссо и синтоистское святилище Касуга-тайся в Наре. Нападения вызвали ярость среди последователей Нитирэна, из которых в большой степени состоял средний класс тогдашнего Киото, и они отомстили Икко-икки: в 1532 году даймё Хосокава Харумото и Роккаку Садаёри со своими самураями и поддерживавшими их горожанами разрушили храм Ямасина Мидо.

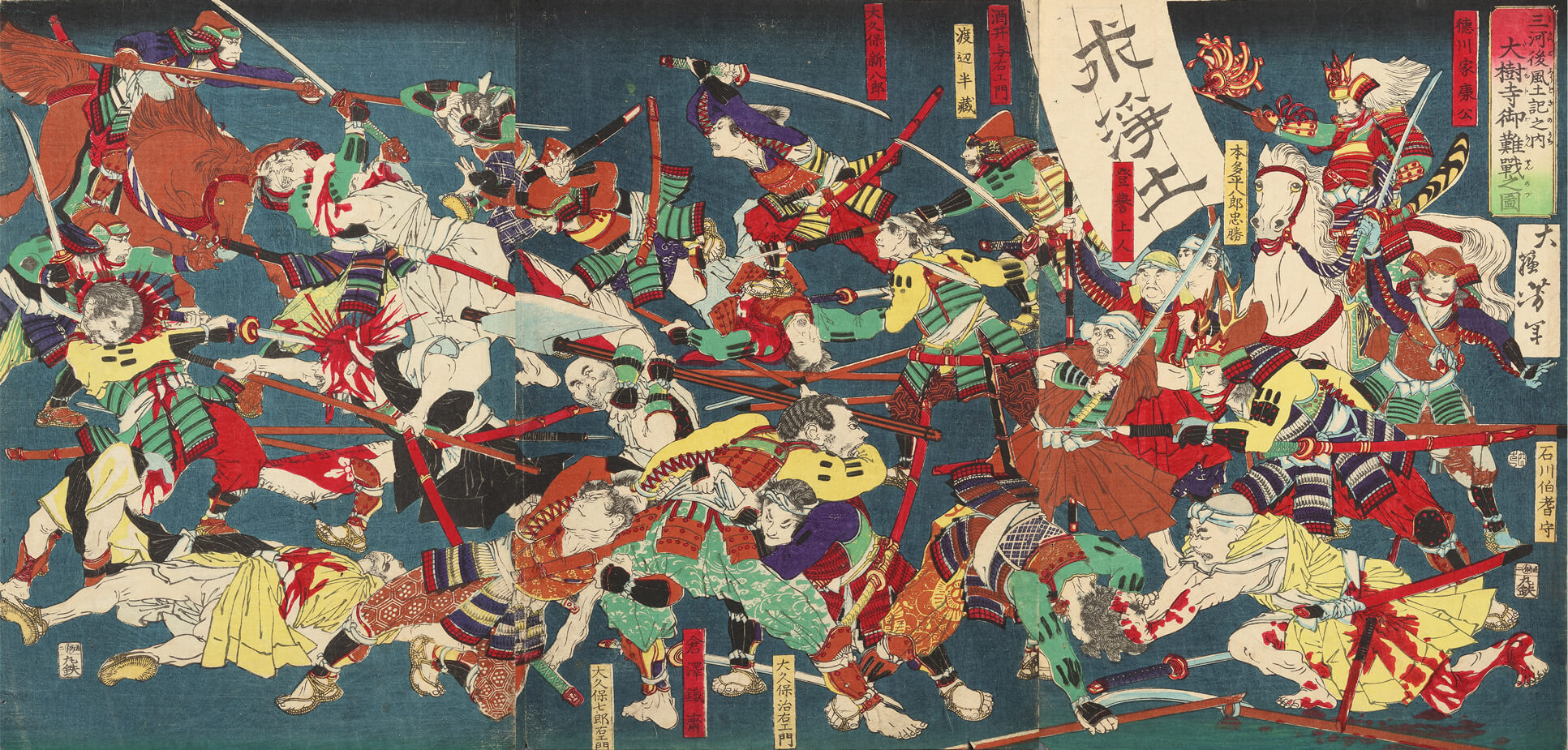
Битва при Адзукидзаке

Несмотря на эту неудачу, к середине 16 века Икко-икки закрепились на других территориях: они выстроили храм Исияма Хонган-дзи на месте современной Осаки, отбили у даймё Ито Сигэхару его замок, расположенный около Нагои, и пристроили к этому замку разветвлённую сеть укреплений, известных под общим названием Нагасима, а также утвердились в нескольких храмах провинции Микава, в частности, Сёман-дзи, Дзёгу-дзи и Хонсо-дзи. Такое усиление не могло не обеспокоить крупных самурайских полководцев, сражавшихся за власть в стране, так как Икко-икки обладали не только военным, но и большим экономическим потенциалом. Особенно неспокойно было Токугаве Иэясу, поскольку Икки обосновались прямо в его родовой провинции Микава: он опасался, что его может постигнуть судьба правителя Каги, и к тому же Икки сопротивлялись (в том числе с применением оружия) попыткам Токугавы обложить их монастыри налогами. Вследствие этого в 1564 году между Токугавой и Икко-икки состоялась битва при Адзукидзаке. Токугаве помогали монахи-воины секты Дзёдо, принадлежавшие к храму Дайдзю-дзи, а кроме того, многие самураи из числа Икко-икки во время битвы перешли на сторону Токугавы. Всё это привело к поражению Икко-икки, однако до окончательного их усмирения было ещё далеко.

### Конец движения
Закат движения Икко-икки начался с усилением Оды Нобунаги, весьма жестокого даймё, которому Икки сильно мешали в завоевательных кампаниях. Преисполненный решимости сокрушить их, Нобунага начал с осады крепости Нагасима в 1571 году. Осада не увенчалась успехом, и Нобунага сорвал злость на монахах храма Энряку-дзи, поддерживавших Икко-икки: его воины поднялись на гору Хиэй, где был расположен храм, убивая всех, кто попадался по пути, и сжигая постройки. Под Нагасиму Нобунага возвращался ещё два раза, пока наконец в 1574 году не сумел отрезать запершихся в ней монахов от снабжения. Нагасима была сожжена вместе с 20 000 защитников. Параллельно Нобунага вёл осаду храма Исияма Хонган-дзи, которая продолжалась с 1570 по 1580 год с переменным успехом, но в конце концов окончилась поражением Икко-икки. Нобунага пощадил многих защитников крепости, однако сжёг их храм дотла. После потери столь важной базы Икко-икки не смогли оправиться и перестали играть сколько-нибудь значительную роль в раскладе сил средневековой Японии.